# Huell Howser
Huell Burnley Howser (18. října 1945 Gallatin, Tennessee – 6. ledna 2013 Palm Springs, Kalifornie) byl americký herec, producent, spisovatel, zpěvák a hlasový umělec, známý především jako moderátor, producent a scenárista pořadu California's Gold, který pro kalifornskou stanici PBS produkuje losangeleská televize KCET. Archiv jeho videokronik nabízí lepší porozumění historii, kultuře a lidem Kalifornie. Namluvil také hlas Backsona ve filmu Medvídek Pú.